# Robin Laing
Robin Laing, född 16 februari 1976 i Dundee, är en brittisk skådespelare. Robin har studerat teater och drama vid Fife College i Kirkcaldy. Han har bland annat spelat rollen som den menige soldaten Edward "Babe" Heffron i TV-serien Band of Brothers.

## Filmografi

### Filmer
- 2014 – The Things That Are Important to Us (kortfilm)
- 2013 – Filth
- 2012 – Doors Open (TV-film)
- 2009 – Stickers (kortfilm)
- 2007 – Breaking (kortfilm)
- 2005 – Fiendeland
- 2000 – Beautiful Creatures
- 2000 – Borstal Boy
- 1998 – Heaven on Earth (TV-film)
- 1997 – The Slab Boys
- 1997 – Deadly Summer (TV-film)

### TV-serier
- 2010 - Garrow's Law (1 avsnitt)
- 1998 och 2008 - Taggart (2 avsnitt)
- 2006 - Murder City (1 avsnitt)
- 2005 - Born and Bred (1 avsnitt)
- 2004 - Mördare okänd (1 avsnitt)
- 2001 - Band of Brothers (8 avsnitt)
- 2000 - Murder Rooms: Mysteries of the Real Sherlock Holmes (1 avsnitt)
- 1997-1999 - The Lakes (14 avsnitt)
- 1999 - Relative Strangers (? avsnitt)
- 1998 - Cadfael (2 avsnitt)